# Модель пласта

Petrel. Тривимірна геологічна модель (приклад).

Модель пласта (рос. модель пласта; англ. formation model; нім. Flözmodell n, Schichtenmodell n) — система кількісних співвідношень, яка відображає геолого-фізичні властивості пласта. Основними на сьогодні є моделі пластів:
- однорідного (за параметрами),
- шарово-неоднорідного (включає два або більше пропластків різної проникності),
- зонально-неоднорідного (включає зони різної проникності),
- тріщинуватого,
- тріщинувато-пористого.